# Golgikleuring
De golgikleuring is een kleuring die gebruikt wordt om neuronen (aspecifiek) te kleuren in het centraal zenuwstelsel. De kleuring berust op de vorming van zilverchromaat, dat neerslaat in de zenuwcel en een zwarte/bruine kleur geeft. Er bestaan twee hoofdvarianten van deze kleuring: de golgikleuring zoals die door Camillo Golgi is ontdekt, en een snellere variant die Golgi-Cox wordt genoemd.

## Principe
De hersenen of het hersenweefsel worden in de golgi(-cox)-oplossing ondergedompeld gedurende 21 tot 28 dagen, waardoor een klein percentage van de cellen wordt geïmpregneerd. Deze oplossing bestaat uit kwikchloride (HgCl2, slecht oplosbaar), zilvernitraat (AgNO3, goed oplosbaar) en kaliumchromaat (K2CrO4, goed oplosbaar). Na impregnatie worden de hersenen ingebed en daarna in coupes gesneden een dikte tussen de 50 tot 200 micrometer. Deze coupes worden dan ondergedompeld in een ammoniakoplossing, waardoor het zilver gereduceerd wordt tot zilverchromaat (Ag2CrO4). Om het contrast te versterken kan de kleuring van de coupes gestopt worden met natriumthiosulfaat (Na2S2O3), waardoor ongebonden zilver-ionen weggevangen worden en geen zilverchromaat meer kunnen vormen.

## Toepassingen
De golgikleuring wordt onder andere toegepast bij het onderzoek naar de morfologie van zenuwcellen. Omdat de kleuring slechts een klein percentage van het totaal aantal zenuwcellen zichtbaar maakt, zijn de cellen en de uitlopers duidelijk te zien en te kwantificeren met behulp van een microscoop. De golgikleuring kan ook gecombineerd worden met een nisslkleuring zodat er onderscheid tussen verschillende celtypen gemaakt kan worden.